# Томас, Эндрю (футболист, 1998)
Эндрю Делмос Томас (англ. Andrew Delmos Thomas; 1 сентября 1998 года, Москва) — американский и английский футболист русского происхождения, вратарь клуба «Сиэтл Саундерс».

## Биография
Томас родился в Москве в семье американца и русской, но в юношеском возрасте его семья переехала в Лондон. По этому он имеет гражданства России, Великобритании и США. Томас обучался в школе Школа Мерчант Тейлорс.
Помимо футбола, Томас увлекался крикетом с 10 лет, играл за молодежную команду Крикетном клубе графства Мидсекс, а также представлял Сборную Англии по Крикету до 17 лет.

## Клубная Карьера
Начинал карьеру в академии «Уотфорда». В команде «Уотфорда» до 18 лет выйграл Южный чемпионат Лиге профессионального развития, до 15 лет занял третье место в Молодёжном кубке Англии.